# Грудень 2004
Грудень 2004 — дванадцятий, останній місяць 2004 року, що розпочався у середу 1 грудня та закінчився у п'ятницю 31 грудня.

## 1 грудня
- Верховна Рада України висловила недовіру уряду Віктора Януковича й запропонувала Президентові України та Голові ВР сформувати уряд народної довіри з урахуванням пропозицій депутатських фракцій і груп у Верховній Раді. За відповідну постанову проголосувало 229 народних депутатів, вона набирає чинності з моменту прийняття. Голосування щодо постанови відбувалося в таємному режимі, аби унеможливити тиск на членів окремих фракцій. Але парламентарям не вдалося відправити у відставку Генерального прокурора.

## 3 грудня
- Судова палата у цивільних справах Верховного Суду ухвалила рішення про визнання недійсними результатів другого туру президентських виборів 21 листопада

## 4 грудня
- Центральна виборча комісія України призначила повторне голосування на виборах президента на 26 грудня 2004. За це рішення проголосували 11 членів ЦВК, один утримався.

## 13 грудня
- Андрій Шевченко став володарем «Золотого м'яча». У цьому місяці він також потрапив до списку «ФІФА 100» і став Героєм України.

## 26 грудня
- Пройшло повторне голосування другого туру виборів Президента України

- Стався сильний землетрус (9.0 до 9.2 балів за шкалою Ріхтера), епіцентр підземних поштовхів знаходився в районі Андаманських островів на дні Індійського океану. Цунамі спричинило величезні людські жертви та шкоду інфраструктурі. Див. Цунамі в Індонезії 2004

## 30 грудня
- Верховний Суд України відмовив у розгляді останньої — четвертої — скарги кандидата в Президенти Віктора Януковича, у якій він просив визнати бездіяльність ЦВК неправомірною. Янукович мотивував це тим, що командою кандидата Віктора Ющенка було допущено низку порушень вимог виборчого законодавства, зокрема правил агітації, фінансування виборів, проведення масових заходів як до дня голосування, так і в день виборів.
- Центрвиборчком України відмовився визнати неможливим встановлення результатів переголосування другого туру виборів Президента в 225 виборчих округах за скаргою кандидата в Президенти Віктора Януковича, повідомили Українські новини.
- Лідери таких провідних європейських держав, як Франція, Люксембург та Ісландія привітали лідера опозиції Віктора Ющенка з перемогою на президентських виборах.

## 31 грудня
- «Газпром» не зможе компенсувати поставки туркменського газу в Україну. Про це повідомив заступник голови правління «Газпрому» Олександр Рязанов. Туркменістан відмовляється продовжувати поставки газу за ціною 44$/тис.куб.м, та вимагає ціну в 60дол/тис.куб.м. На сьогодні, туркменський газ на 50 % оплачується українськими товарами, на 50 % валютою. Туркменістан стверджує що вимога перегляду ціни не носить політичного забарвлення.
- Віктор Янукович подав у відставку з посади голови Кабінету Міністрів.
- Прем'єр-міністр Канади Пол Мартін привітав Віктора Ющенка з перемогою у президентських виборах.